# Schweizer Leichtathletik-Meisterschaften 2013
Die Schweizer Leichtathletik-Meisterschaften 2013 (auch: Schweizermeisterschaften Aktive, kurz: SM Aktive) (französisch Championnats Suisses d’Athlétisme 2013; italienisch Campionati Svizzeri Attivi 2013) fanden am 26. und 27. Juli 2013 im Leichtathletik-Stadion-Allmend in Luzern statt.

## Frauen

### 100 m
| Platz | Athletin          | Zeit (s) |
| ----- | ----------------- | -------- |
| 1     | Mujinga Kambundji | 11,66    |
| 2     | Fanette Humair    | 11,84    |
| 3     | Aurélie Humair    | 11,97    |

### 200 m
| Platz | Athletin          | Zeit (s) |
| ----- | ----------------- | -------- |
| 1     | Mujinga Kambundji | 23,29    |
| 2     | Léa Sprunger      | 23,67    |
| 3     | Fanette Humair    | 24,12    |

### 400 m
| Platz | Athletin        | Zeit (s) |
| ----- | --------------- | -------- |
| 1     | Simone Werner   | 54,85    |
| 2     | Klingler Angela | 55,68    |
| 3     | Nora Farrag     | 56,58    |

### 800 m
| Platz | Athletin      | Zeit (min) |
| ----- | ------------- | ---------- |
| 1     | Selina Büchel | 2:05,11    |
| 2     | Joëlle Flück  | 2:08,45    |
| 3     | Livia Müller  | 2:09,87    |

### 1500 m
| Platz | Athletin          | Zeit (min) |
| ----- | ----------------- | ---------- |
| 1     | Lisa Kurmann      | 4:25,08    |
| 2     | Fabienne Schlumpf | 4:26,35    |
| 3     | Joëlle Flück      | 4:27,01    |

### 5000 m
| Platz | Athletin            | Zeit (min) |
| ----- | ------------------- | ---------- |
| 1     | Sabine Fischer      | 16:08,85   |
| 2     | Valérie Lehmann     | 16:45,82   |
| 3     | Maja Neuenschwander | 16:48,50   |

### 100 m Hürden (84,0)
| Platz | Athletin          | Zeit (s) |
| ----- | ----------------- | -------- |
| 1     | Noemi Zbären      | 13,32    |
| 2     | Clélia Rard-Reuse | 13,35    |
| 3     | Eveline Rebsamen  | 13,78    |

### 400 m Hürden (76,2)
| Platz | Athletin         | Zeit (s) |
| ----- | ---------------- | -------- |
| 1     | Petra Fontanive  | 58,00    |
| 2     | Robine Schürmann | 58,00    |
| 3     | Valérie Reggel   | 58,89    |

### Hochsprung
| Platz | Athletin          | Höhe (m) |
| ----- | ----------------- | -------- |
| 1     | Giovanna Demo     | 1,74     |
| 2     | Deborah Vomsattel | 1,74     |
| 3     | Nathalie Lauber   | 1,71     |

### Stabhochsprung
| Platz | Athletin       | Höhe (m) |
| ----- | -------------- | -------- |
| 1     | Nicole Büchler | 4,40     |
| 2     | Angelica Moser | 4,00     |
| 3     | Karin Fisher   | 3,90     |

### Weitsprung
| Platz | Athletin       | Weite (m) |
| ----- | -------------- | --------- |
| 1     | Irene Pusterla | 6,52      |
| 2     | Ellen Sprunger | 6,12      |
| 3     | Linda Züblin   | 6,07      |

### Dreisprung
| Platz | Athletin          | Weite (m) |
| ----- | ----------------- | --------- |
| 1     | Barbara Leuthard  | 13,12     |
| 2     | Alexandra Liechti | 12,60     |
| 3     | Fatim Affessi     | 12,55     |

### Kugel (4,00) kg
| Platz | Athletin       | Weite (m) |
| ----- | -------------- | --------- |
| 1     | Jasmin Lukas   | 13,76     |
| 2     | Valérie Reggel | 13,56     |
| 3     | Lea Herrsche   | 13,31     |

### Diskus (1,00 kg)
| Platz | Athletin       | Weite (m) |
| ----- | -------------- | --------- |
| 1     | Elisabeth Graf | 48,26     |
| 2     | Regula Ryf     | 43,61     |
| 3     | Angelina Haas  | 43,02     |

### Hammer (4,00 kg)
| Platz | Athletin        | Weite (m) |
| ----- | --------------- | --------- |
| 1     | Nicole Zihlmann | 61,54 SR  |
| 2     | Lydia Wehrli    | 58,58     |
| 3     | Rebecca Bähni   | 56,57     |

### Speer (600 gr)
| Platz | Athletin       | Weite (m) |
| ----- | -------------- | --------- |
| 1     | Nathalie Meier | 51,83     |
| 2     | Salina Fässler | 50,16     |
| 3     | Christa Witwer | 46,44     |

- Legende: *) SM = Schweizermeisterschaften

## Männer

### 100 m
| Platz | Athlet              | Zeit (s) |
| ----- | ------------------- | -------- |
| 1     | Reto Amaru Schenkel | 10,33    |
| 2     | Alex Wilson         | 10,38    |
| 3     | Steven Gugerli      | 10,62    |

### 200 m
| Platz | Athlet            | Zeit (s) |
| ----- | ----------------- | -------- |
| 1     | Silvan Wicki      | 21,36    |
| 2     | Pascal Müller     | 21,57    |
| 3     | Marc Schneeberger | 21,65    |

### 400 m
| Platz | Athlet                | Zeit (s) |
| ----- | --------------------- | -------- |
| 1     | Philipp Weissenberger | 46,62    |
| 2     | Silvan Lutz           | 46,83    |
| 3     | Daniele Angelella     | 47,70    |

### 800 m
| Platz | Athlet          | Zeit (min) |
| ----- | --------------- | ---------- |
| 1     | Hugo Santacruz  | 1:51,43    |
| 2     | Roland Christen | 1:52,17    |
| 3     | Raphael Salm    | 1:53,16    |

### 1500 m
| Platz | Athlet              | Zeit (min) |
| ----- | ------------------- | ---------- |
| 1     | Mario Bächtiger     | 3:55,70    |
| 2     | Christoph Graf      | 3:56,40    |
| 3     | Michael Geissbühler | 3:57,51    |

### 5000 m
| Platz | Athlet            | Zeit (min) |
| ----- | ----------------- | ---------- |
| 1     | Tobias Furer      | 13:94      |
| 2     | Dominik Alberto   | 14:65      |
| 3     | Edoardo Guaschino | 14:72      |

### 400 m Hürden (91,4)
| Platz | Athlet         | Zeit (s) |
| ----- | -------------- | -------- |
| 1     | Kariem Hussein | 49,78    |
| 2     | Jonathan Puemi | 50,70    |
| 3     | Andreas Ritz   | 52,26    |

### 3000 m Hindernis
| Platz | Athlet         | Zeit (s) |
| ----- | -------------- | -------- |
| 1     | Marco Kern     | 09:02,57 |
| 2     | Martin Hubmann | 09:31,19 |
| 3     | Paul Waroquier | 10:06,28 |

### Hochsprung
| Platz | Athlet         | Höhe (m) |
| ----- | -------------- | -------- |
| 1     | Sven Tarnowski | 2,15     |
| 2     | Roman Sieber   | 2,12     |
| 3     | Gabriel Surdez | 2,09     |

### Stabhochsprung
| Platz | Athlet          | Höhe (m)      |
| ----- | --------------- | ------------- |
| 1     | Patrick Schütz  | 5,00 (1. SM*) |
| 2     | Dominik Alberto | 4,90 (2. SM*) |
| 3     | Vladimir Ferber | 4,80          |
| 4     | Reto Fahrni     | 4,60 (3. SM*) |

### Weitsprung
| Platz | Athlet              | Weite (m) |
| ----- | ------------------- | --------- |
| 1     | Yves Zellweger      | 7,67      |
| 2     | Andreas Graber      | 7,63      |
| 3     | Christopher Ullmann | 7,47      |

### Dreisprung
| Platz | Athlet                   | Weite (m)    |
| ----- | ------------------------ | ------------ |
| 1     | Andreas Graber           | 16,44 U23-SR |
| 2     | Alexander Hochuli        | 15,94        |
| 3     | Alexander Martinez Aimes | 15,44        |

### Kugel (7,26) kg
| Platz | Athlet            | Weite (m) |
| ----- | ----------------- | --------- |
| 1     | Yannis Croci      | 15,51     |
| 2     | Alexander Wieland | 15,22     |
| 3     | Michel Edzimbi    | 15,12     |

### Diskus (2,0 kg)
| Platz | Athlet         | Weite (m) |
| ----- | -------------- | --------- |
| 1     | Lukas Jost     | 53,19     |
| 2     | Nicolas Collin | 48,95     |
| 3     | Stefan Grob    | 48,33     |

### Hammer (7,26 kg)
| Platz | Athlet             | Weite (m) |
| ----- | ------------------ | --------- |
| 1     | Martin Bingisser   | 62,09     |
| 2     | Roland Widmer      | 54,86     |
| 3     | Björn Kötteritzsch | 51,93     |

### Speer (800 gr)
| Platz | Athlet           | Weite (m)    |
| ----- | ---------------- | ------------ |
| 1     | Lukas Wieland    | 75,11 U20-SR |
| 2     | Roland Thalmann  | 64,12        |
| 3     | Lukas von Stokar | 63,42        |

- Legende: *) SM = Schweizermeisterschaften